# آغوش رایگان

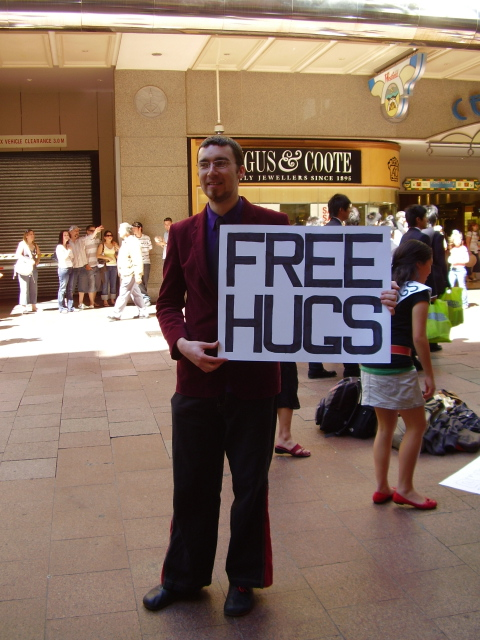
مرد استرالیایی با نام مستعار خوان مان که پویش آغوش رایگان را آغاز کرد، در مرکز خرید خیابان پیت، سیدنی، استرالیا، سال ۲۰۰۶

پویش آغوش رایگان (به انگلیسی: Free Hugs Campaign) یک جنبش اجتماعی است که افرادی در مکان‌های عمومی غریبه‌ها را در آغوش می‌گیرند. به عنوان یک عمل محبت‌آمیز تصادفی که تنها برای ایجاد احساس بهتر در دیگران انجام می‌شود. ماه جهانی آغوش رایگان در نخستین شنبه ماه ژوئیه آغاز می‌شود و تا اول اوت ادامه دارد.
این پویش به شکل کنونی آن در سال ۲۰۰۴ توسط یک مرد استرالیایی آغاز شد. در سال ۲۰۰۶ در نتیجه یک موزیک ویدئو در یوتیوب که تا ۲۵ سپتامبر ۲۰۲۲ بیش از ۷۸ میلیون بار دیده شده است، این حرکت در سطح جهانی مشهور شد.

## تاریخچه
پویش آغوش رایگان در شکل کنونی آن توسط خوان مان در ۳۰ ژوئن ۲۰۰۴ آغاز شد. در ماه‌های پیش از آن، مان به دلیل مشکلات شخصی متعدد احساس افسردگی و تنهایی می‌کرد. با این حال، در آغوش گرفتن تصادفی یک غریبه تفاوت بزرگی برای او ایجاد کرد. او گفت: «... یک شب به یک مهمانی رفتم و یک نفر کاملاً تصادفی به سراغم آمد و مرا در آغوش گرفت. این بزرگ‌ترین اتفاقی بود که تا به حال [برایم] رخ داده است.»

مان از همان ابتدا تابلوی نمادین «FREE HUGS» را به همراه داشته است. به گفتهٔ وی، نخستین باری که با تابلویش در انظار عمومی ایستاد، ۱۵ دقیقه دردناک را برای دریافت اولین آغوشش سپری کرده است.

## گسترش

### در ایران
همزمان با خیزش ۱۴۰۱ ایران، پویشی تحت عنوان «آغوش رایگان برای ملت [غمگین] ایران» در ایران فراگیر شد.